# Rasau (Renah Pamenang)
Rasau is een bestuurslaag in het regentschap Merangin van de provincie Jambi, Indonesië. Rasau telt 2948 inwoners (volkstelling 2010).